# Аеронавтичне п'ятиборство
Аеронавтичне п'ятиборство або аеронавтичний пентатлон — вид військово-прикладного багатоборства, в якому зазвичай беруть участь лише представники військово-повітряних сил. Змагання здебільшого орієнтовані на розвиток необхідних для службовців ВПС навичок, особливо навичок виживання у пілотів, що були збиті над ворожою територією. Власне, пілотування до основних змагань не входить, хоча існує додатковий льотний конкурс для штурманів. З 2011 року аеронавтичний пентатлон входить до дисциплін Всесвітніх ігр військовослужбовців.

## Історія
Аеронавтичне п'ятиборство придумав у 1948 році тодішній командувач ВПС Франції Едмон Петі з метою вдосконалення підготовки бойових пілотів. Змагання континентального та світового рівня проводяться під егідою Міжнародної ради військового спорту. Найбільшу кількість разів титул чемпіона світу вигравала Швеція (як в індивідуальному, так і в командному заліку). Фінляндія, Іспанія та Бразилія також мають відмінні результати в аеронавтичному п'ятиборстві. Україна бере участь у міжнародних змаганнях з 2017 року.

## Основні дисципліни
Незважаючи на слово «п'ятиборство» у назві цього виду спорту, до нього входить не п'ять, а шість дисциплін. Кожен учасник команди повинен взяти участь у всіх видах цих змагань. Наведені нижче дані взято з актуальної редакції правил аеронавтичного пентатлону (2017 рік).
- Кульова стрільба з пневматичного пістолета. 20 залікових пострілів з відстані 15 м.
- Плавання з перешкодами. Дистанція запливу — 100 метрів. До неї входить 50-метровий заплив будь-яким стилем, після чого учасники мають пробігти приблизно п'ять метрів вздовж басейну, знову стрибнути у воду і допливти 50 метрів у зворотному напрямку, цього разу пропливши під двома перешкодами.
- Фехтування на шпагах. Це змагання проводиться одночасно в командному та індивідуальному заліку, тому кожен учасник має зустрітися у поєдинку зі всіма іншими учасниками. Зазвичай поєдинок ведеться до трьох уколів, тривалість раунду — дві хвилини (якщо учасників настільки багато, що змагання може затягнутися більше ніж на 12 годин, то поєдинки можуть бути скорочені до однієї хвилини і вестися до одного уколу). Якщо за відведений час жодному з супротивників не вдалося завдати укол іншому, поразка зараховується обом.
- Вправи з баскетбольними м'ячами. Змагання включає чотири вправи, перші три з яких проводяться безпосередньо одна за одною, а остання — після відпочинку у дві з половиною хвилини.

- Вправа на координацію — забити у п'ять кошиків п'ять м'ячів, розташованих на лінії штрафного кидка через 1,8 м один від одного.
- Вправа на спритність — провести м'яч майданчиком, оминаючи встановлені бар'єри, і забити його в обидва кошики.
- Вправа на швидкість — протягом тридцяти секунд забити з лінії штрафного кидка якомога більшу кількість м'ячів з десяти наданих.
- Вправа на релаксацію — протягом чотирьох хвилин забити 20 м'ячів, з яких перші десять мають упасти в кошик після удару об щит, другі десять — без удару.

- Біг з перешкодами. Дистанція 300—400 м, 10—12 перешкод, аналогічних таким для смуги перешкод у військовому п'ятиборстві за деякими виключеннями: не використовуються перешкоди 1, 8 і 16 — мотузкова драбина, похила стіна з канатом і вертикальна драбина (подібно до жіночого варіанту змагань з військового п'ятиборства).
- Спортивне орієнтування. В деяких варіантах орієнтування об'єднується з доланням смуги перешкод (це змагання називається «втеча» або «уникання»), хоча актуальні правила 2017 року чітко розділяють ці два змагання. За день до конкурсу учасники отримують «чисту» карту (тобто, без зазначення контрольних пунктів). Дистанція становить приблизно 9 км, учасник має пройти шість контрольних пунктів.

## Льотний конкурс
Змагання з аеронавігації на малій висоті проводиться як додатковий конкурс, якщо приймаюча країна може надати придатні до цього літаки та англомовних пілотів, і якщо участь у конкурсі зможуть взяти хоча б дві країни-учасниці. Від учасників потрібно правильно розрахувати час для досягнення контрольних точок. Безпосередньо пілотування учасники не виконують: літаком керує пілот приймаючої країни. За дві години до вильоту кожна команда отримує карту і має за нею скласти маршрут, після чого один з учасників відправляється в політ, надаючи англійською мовою вказівки пілоту. Змагання імітує навігацію часів Другої світової війни, тому сучасне навігаційне обладнання, пов'язане з наземними або космічними системами, не повинно використовуватися, за винятком екстрених випадків. Рекомендована висота польоту — 600 ± 150 футів (прибл. 183 ± 46 м), маршрут має трикутну форму. Час польоту займає приблизно 40 хвилин. Це єдиний елемент даного багатоборства, де чоловіки та жінки можуть брати участь один проти одного.

## Аеронавтичне п'ятиборство в Україні
Розвиток аеронавтичного п'ятиборства в Україні розпочався у 2016, після візиту начальника управління фізичної підготовки Повітряних Сил ЗСУ та начальника кафедри фізичного виховання Харківського національного університету Повітряних Сил на міжнародні змагання з аеронавтичного п'ятиборства, що проводилися на базі Академії повітряних сил Фінляндії. Базою розвитку аеронавтичного п'ятиборства в Україні став Харківський національний університет Повітряних Сил.
Вже у 2017 році українська команда вперше взяла участь у міжнародних змаганнях у Каунасі (Литва) і здобула третє місце. На турнірі 2018 року на міжнародному турнірі в Уппсала (Швеція) Українська збірна взяла срібну медаль в командному заліку, у 2019 в Литві — золоту медаль в особистому заліку та бронзову у командному.
У 2021 році українська команда вперше виступила на Чемпіонаті світу в Іспанії і також посіла друге місце, поступившись у командному заліку іспанській збірній.
У серпні 2022 року офіцер ЗСУ Дмитро Кметюк на Чемпіонаті світу з аеронавтичного п'ятиборства у Тіккакоскі (Фінляндія) встановив світовий рекорд у змаганні в плаванні з перешкодами, подолавши стометрову дистанцію за 57,1 секунди.